# Stofskiftevej
En stofskiftevej er en række kemiske reaktioner i en celle. På hver vej bliver et kemikalie modificeret af kemiske reaktioner. Enzymer katalyserer disse reaktioner og har ofte brug for ernæringsmineraler, vitaminer eller andre cofaktorer for at fungere. Grundet de mange kemikalier kan stofskifteveje være omfattende. Derudover kan mange veje eksistere i én celle. Denne samling af veje kaldes i biokemien et "stofskiftenetværk". Stofskifteveje er vigtige for opretholdelsen af homøostase i en organisme.
Stofskiftet er en modificering af et begyndelsesmolekyle, hvorved et slutprodukt dannes. Resultatet kan: 
- Lagres i cellen
- Bruges omgående som et stofskifteprodukt
- Begynde en anden stofskiftevej, et flux-genererende trin

Et molekyle i en stofskiftevej kaldes et substrat, og stofskiftevejen afhænger delvist af tilstedeværelsen af molekylet. En forøgelse af koncentrationen af anabolske og katabolske slutprodukter vil sænke hastigheden for den specifikke stofskiftevej.

## Overblik
Stofskifteveje består af en række biokemiske reaktioner, der er forbundet af egne intermediater: substratet for én reaktion er produktet af den forrige og så fremdeles. Stofskifteveje ses normalt i én retning (selv om alle reaktioner er kemisk reversible, er betingelserne i cellen sådan, at det  termodynamisk er mere favorabelt at have flux i den ene af retningerne).
- Glykolyse var den første stofskiftevej, der blev opdaget:

1. Når glukose kommer ind i en celle bliver det omgående fosforyleret af ATP til glukose-6-fosfat i det første irreversible trin. Dette sker for at forhindre glukose i at forlade cellen igen.
2. Når der er overskydende energikilder i form af lipid eller protein kan glykolyse løbe i modsat retning (kaldet (glukoneogenese) for at producere glukose-6-fosfat til lagring som glykogen eller stivelse.

- Stofskifteveje er ofte reguleret af feedback inhibering eller af en cyklus, hvor et af produkterne starter cyklen igen såsom Citronsyrecyklen (se nedenfor).
- Anabolske og katabolske stofskifteveje i eukaryoter separeres af enten afdelinger eller ved brugen af forskellige enzymer og cofaktorer.

## Primære stofskifteveje
Figuren herunder giver et overblik over de primære stofskifteveje.